# A Igreja (álbum)
"A Igreja" é o  sexto álbum de Gabriela Rocha, e o quarto álbum ao vivo inédito da cantora. a canção "Toda Terra" que tem mais de 46 milhões de visualizações somados.
O álbum teve 8 faixas inéditas, duas participação de Fernandinho na faixa "Yahweh" e a participação de Pr. Jackson Antônio na faixa "Santa Ceia (Medley), e o destaque do álbum foi a canção "Toda Terra", o álbum teve 2 canções inéditas, 6 faixas releituras, 3 medleys e uma versão solo da canção "Não Há Lugar Mais Alto" versão da canção o "No Hay Lugar Más Alto" em português gravado pela cantora em parceria com a Miel San Marcos.

## Lançamento e Repercussão
O álbum "A Igreja", da cantora Gabriela Rocha, foi lançado em 24 de dezembro de 2024, consolidando-se como um dos projetos mais impactantes da música cristã brasileira recente. Gravado ao vivo na Catedral Metodista de São Paulo, o trabalho reuniu um coral e um público seleto de cerca de 350 pessoas, criando uma atmosfera íntima e espiritual.
A produção traz uma mescla de canções inéditas com releituras de clássicos do gospel nacional. O primeiro single, “Toda Terra”, lançado ainda em junho de 2024, foi um grande sucesso, acumulando milhões de reproduções nas plataformas digitais e sendo indicado ao Prêmio Multishow na categoria Gospel do Ano.
Outro ponto alto do álbum é a faixa “Yahweh”, que contou com a participação especial de Fernandinho. A música se destacou tanto pela letra profunda quanto pela sonoridade congregacional, que casa perfeitamente com a proposta do projeto.
Além do lançamento do álbum, 2024 também foi especial para Gabriela Rocha em sua vida pessoal, com o nascimento do seu primeiro filho, Levi, em setembro.

## Antecedentes e Produção
O álbum "A Igreja", da cantora gospel Gabriela Rocha, representa um marco em sua trajetória musical. Lançado no final de 2024, o projeto surgiu com o propósito de reforçar a mensagem da unidade, adoração e centralidade de Cristo na igreja. A ideia do álbum foi amadurecida ao longo de meses, durante os quais Gabriela refletiu sobre o papel da igreja na sociedade e a importância da comunhão entre os cristãos.
A gravação aconteceu em um ambiente simbólico: a Catedral Metodista de São Paulo. A escolha desse local teve um significado espiritual e artístico, contribuindo para a atmosfera solene e inspiradora das músicas. O evento ocorreu em março de 2024, reunindo um público restrito, mas engajado, que participou ativamente da adoração ao longo da gravação.
Na produção musical, Gabriela Rocha contou com uma equipe experiente e envolvida no segmento gospel. O repertório do álbum combina regravações de clássicos com novas composições, todas com arranjos modernos e intensos momentos de ministração. A sonoridade do projeto equilibra emoção, excelência técnica e espiritualidade, algo característico do estilo da cantora.
Um dos destaques da produção foi a participação especial do cantor Fernandinho, que somou ainda mais força à mensagem do álbum. A direção musical e a escolha dos músicos também contribuíram para criar uma experiência imersiva e poderosa, tanto para quem estava presente quanto para os ouvintes que acompanham o álbum nas plataformas digitais.

## Desempenho Comercial
O álbum "A Igreja" alcançou números expressivos nas plataformas digitais logo após o lançamento, demonstrando sua forte repercussão entre o público cristão.

### No Spotify
A faixa "Toda Terra", lançada como single em junho de 2024, ultrapassou 12 milhões de reproduções até o final do ano.
Outras faixas do álbum também conquistaram destaque nas playlists editoriais voltadas à música gospel, ajudando a impulsionar ainda mais o projeto.

### No YouTube
O videoclipe oficial de "Toda Terra" superou a marca de 18 milhões de visualizações em menos de seis meses.
As demais músicas do álbum, lançadas aos poucos no canal da cantora, também obtiveram milhões de acessos, reforçando o alcance do projeto.

## Alinhamento de Faixas
Lista com as faixas, de acordo com o perfil no Spotify da cantora:
| N.º            | Título                       | Compositor(es)                                        | Duração |  |
| 1.             | "Toda Terra"                 | Abdiel Arsenio                                        | 08:43   |  |
| 2.             | "Yahweh (part. Fernandinho)" | James Paek, May Angeles, Shawn Halim                  | 13:18   |  |
| 3.             | "Deus Está Aqui (Medley)"    | Ana Paula Valadão, Bené Gomes, Livingston Farias      | 04:45   |  |
| 4.             | "Estrela Manhã"              | Jonatas Manaem Liasch                                 | 03:28   |  |
| 5.             | "Agnus Dei"                  | Michael W. Smith                                      | 04:46   |  |
| 6.             | "Poderoso Deus (Medley)"     | Ana Paula Valadão, Antônio Cirilo da Costa, Duda Moon | 07:35   |  |
| 7.             | "Não Há Lugar Mais Alto"     | Josue Morales, Luis Morales Jr.                       | 08:26   |  |
| 8.             | "Santa Ceia (Medley)"        | George Bennard, Jerry Sinclair                        | 12:09   |  |
| Duração total: | Duração total:               | Duração total:                                        | 63:00   |  |

## Videoclipes
| Música                  | Lançamento             |
| ----------------------- | ---------------------- |
| Toda Terra              | 4 de junho de 2024     |
| Yahweh                  | 9 de julho de 2024     |
| Deus Está Aqui (Medley) | 26 de agosto de 2024   |
| Estrela da Manhã        | 4 de setembro de 2024  |
| Agnus Dei               | 17 de setembro de 2024 |
| Poderoso Deus (Medley)  | 28 de novembro de 2024 |
| Não Há Lugar Mais Alto  | 5 de dezembro de 2024  |
| Santa Ceia (Medley)     | 24 de dezembro de 2024 |

## Prêmios e Indicações
Prêmio Multishow
| Ano  | Categoria     | Trabalho   | Resultado |
| ---- | ------------- | ---------- | --------- |
| 2024 | Gospel do Ano | Toda Terra | Indicado  |

## Históricos de lançamentos
| País  | Data                   | Formato(s)                 | Versão | Gravadora | Ref.  |
| ----- | ---------------------- | -------------------------- | ------ | --------- | ----- |
| Mundo | 24 de dezembro de 2025 | Download digital streaming | Padrão | Onimusic  | [ 1 ] |